# BRD Tower
BRD Tower este o clădire de birouri de clasă A din Piața Victoriei, București. Are 19 etaje și o suprafață de 37.000 m². Parcarea din subsol are trei niveluri.